# Thor Ørvig
Thor Ørvig (ur. 14 grudnia 1891 w Kragerø, zm. 17 czerwca 1965 w Bergen) – norweski żeglarz, olimpijczyk, zdobywca złotego medalu w regatach na Letnich Igrzyskach Olimpijskich w 1920 roku w Antwerpii.
Na Letnich Igrzyskach Olimpijskich 1920 zdobył złoto w żeglarskiej klasie 12 metrów (formuła 1919). Załogę jachtu Heira II tworzyli również Johan Friele, Olaf Ørvig, Erik Ørvig, Arthur Allers, Christen Wiese, Martin Borthen, Egill Reimers i Kaspar Hassel.
Brat Olafa i Erika Ørviga.